# Списак епизода серије Слатке мале лажљивице
Слатке мале лажљивице је телевизија серија коју је премијерно приказивао Freeform од 8. јуна 2010. године. Развила ју је И. Марлин Кинг, по истоименој серији романа Саре Шепард. Прати четири средњошколке, Арију Монтгомери, Хану Марин, Емили Филдс и Спенсер Хејстингс, чија се клика распада након нестанка њиховог вође, Алисон Дилорентис. Годину дана касније, отуђене пријатељице се поново скупљају, те почињу да примају поруке од мистериозне особе по имену „А” која прети да ће открити њихове највеће тајне, укључујући и оне за које су мислиле да само Алисон зна.
Током серије, приказано је 160 епизода током седам сезона, између 8. јуна 2010. и 27. јуна 2017. године.

## Преглед серије
| Сезона | Сезона | Епизоде | Епизоде | Оригинално емитовање | Оригинално емитовање |
| Сезона | Сезона | Епизоде | Епизоде | Премијера            | Финале               |
| ------ | ------ | ------- | ------- | -------------------- | -------------------- |
|        | 1.     | 22      | 22      | 8. јун 2010.         | 21. март 2011.       |
|        | 2.     | 25      | 25      | 14. јун 2011.        | 19. март 2012.       |
|        | 3.     | 24      | 24      | 5. јун 2012.         | 19. март 2013.       |
|        | 4.     | 24      | 24      | 11. јун 2013.        | 18. март 2014.       |
|        | 5.     | 25      | 25      | 10. јун 2014.        | 24. март 2015.       |
|        | 6.     | 20      | 20      | 2. јун 2015.         | 15. март 2016.       |
|        | 7.     | 20      | 20      | 21. јун 2016.        | 27. јун 2017.        |

## Епизоде

### 1. сезона (2010—2011)
| Бр. еп. (укупно) | Бр. еп. (у сезони) | Наслов | Српски наслов                         | Редитељ            | Сценариста                         | Премијера         | Гледаност у САД (милиони) |
| --- | ------------------ | ------ | ------------------------------------- | ------------------ | ---------------------------------- | ----------------- | ------------------------- |
| 1 | 1                  |        | Пилот                                 | Лесли Линка Глатер | И. Марлин Кинг                     | 8. јун 2010.      | 2,47                      |
| Када им најбоља другарица мистериозно ишчезне, четири 15-годишњакиње верују да су њихове тајне заувек сигурне. Међутим, након годину дана почињу да добијају претеће поруке, а тајне које крију могу да изађу на видело.                           |                    |        |                                       |                    |                                    |                   |                           |
| 2 | 2                  |        | То с Џеном                            | Лиз Фридландер     | И. Марлин Кинг                     | 15. јун 2010.     | 2,48                      |
| Околности Алисониног нестанка и даље прогањају Арију, Емили, Спенсер и Хану и све је више питања о ноћи кад је Алисон нестала. У Роузвуд се враћа Џена Кавано која додатно компликује односе због једног инцидента из прошлости.                   |                    |        |                                       |                    |                                    |                   |                           |
| 3 | 3                  |        | Убити девојку ругалицу                | Елоди Кин          | Оливер Голдстик                    | 22. јун 2010.     | 2,74                      |
| „Прошлост ће се вратити да те прогони” — пословица је која најбоље описује ситуацију за Арију, Спенсер, Хану и Емили које се и даље суочавају с нерешеним питањима. „А” их прогања на сваком кораку. Могу ли девојке да оставе прошлост иза себе?  |                    |        |                                       |                    |                                    |                   |                           |
| 4 | 4                  |        | Да ли ме сада чујеш?                  | Норман Бакли       | Џозеф Догерти                      | 29. јун 2010.     | 2,09                      |
| Девојкама је доста прогањања од „А” и решавају да блокирају све непознате контакте, али то није крај њиховим мукама. Један отац долази у изненадну посету, стиже један поклон изненађења и њихови животи из дана у дан постају све компликованији. |                    |        |                                       |                    |                                    |                   |                           |
| 5 | 5                  |        | Стварност ме нервира                  | Венди Станцлер     | Брајан Холдман                     | 6. јул 2010.      | 2,62                      |
| Покушај да игноришу „А” скупо се враћа и девојке морају да испаштају свака на свој начин. Поврх личних проблема и даље их прогања порука од „А” исписана кармином. У међувремену, појављује се нови младић који ремети равнотежу.                  |                    |        |                                       |                    |                                    |                   |                           |
| 6 | 6                  |        | Ништа као дом                         | Норман Бакли       | Маја Голдсмит                      | 13. јул 2010.     | 2,69                      |
| Прослава с плесом требало би да буде време за забаву и присећања, али за четири слатке лажљивице, узнемиријућа тајна прети да им поквари савршену ноћ.                                                                                             |                    |        |                                       |                    |                                    |                   |                           |
| 7 | 7                  |        | Мамурлук после журке                  | Крис Грисмер       | Тамар Леди                         | 20. јул 2010.     | 2,55                      |
| После катастрофалне прославе, девојке покушавају да среде неред. Родитељи, младићи (тајни, могући и садашњи), браћа, сестре и пријатељи, сви су умешани и мале лажљивице морају да делују брзо или ће бити још горе.                               |                    |        |                                       |                    |                                    |                   |                           |
| 8 | 8                  |        | Причајте о мени када ме не буде       | Арлин Санфорд      | Џозеф Догерти                      | 27. јул 2010.     | 2,52                      |
| После много планирања, ближи се дан помена за Алисон и девојке су спремне да се опросте. Међутим, када се појави Алисонин брат Џејсон Дилорентис, Спенсер, Арија, Хана и Емили брзо схватају да то неће ићи тако лако.                             |                    |        |                                       |                    |                                    |                   |                           |
| 9 | 9                  |        | Савршена олуја                        | Џејми Бабит        | Оливер Голдстик                    | 3. август 2010.   | 2,55                      |
| Пријемни за факулете се одлаже због јаке олује која погађа Роузвуд. Уместо да славе одлагање теста, девојке су заробљене у школи, а компликације их свуда прате. Свака је у напетој ситуацији.                                                     |                    |        |                                       |                    |                                    |                   |                           |
| 10 | 10                 |        | Држи пријатеље близу                  | Рон Лагомарсино    | И. Марлин Кинг                     | 10. август 2010.  | 3,07                      |
| Откриће новог доказа о нестанку Алисон доводи ФБИ у град, па је гламурозно камповање последње што девојке желе за рођендан. Кад добију да ће и „А” бити на журци, Спенсер помишља да је то можда прилика да коначно стану на крај претњама.        |                    |        |                                       |                    |                                    |                   |                           |
| 11 | 11                 |        | Мало касније                          | Норман Бакли       | Џозеф Догерти                      | 3. јануар 2011.   | 4,20                      |
| Настављају се мистерије и претеће поруке за четири другарице. Мистериозна особа „А” не само да прети да ће открити тајне, већ прелази на виши ниво. Девојке се и даље труде да сачувају тајне, али и да сазнају више о ноћи кад је Алисон нестала. |                    |        |                                       |                    |                                    |                   |                           |
| 12 | 12                 |        | Со на рану                            | Норман Бакли       | Оливер Голдстик                    | 10. јануар 2011.  | 3,21                      |
| Ханин повратак из болнице требало би да је радостан догађај, али она је у колицима а „А” је и даље прогања, па са Хана осећа као да је у Хичкоковој ноћној мори. Девојке се труде да јој помогну, али свака има и своје муке.                      |                    |        |                                       |                    |                                    |                   |                           |
| 13 | 13                 |        | Знај своје (не)пријатеље              | Рон Лагомарсино    | И. Марлин Кинг                     | 17. јануар 2011.  | 2,99                      |
| Бројне везе у Роузвуду имају своје компликације, а девојке имају много препрека. Ипак, уз међусобну подршку и неочекивану помоћ од неког од кога то нису очекивале, будућност можда и није тако безнадежна.                                        |                    |        |                                       |                    |                                    |                   |                           |
| 14 | 14                 |        | Пази шта желиш                        | Норман Бакли       | Тамар Леди                         | 24. јануар 2011.  | 3,17                      |
| Школа се спрема за „плесатон”, а Арија, Емили, Хана и Спенсер имају много више брига од сакупљања новца за школски излет у Вашингтон. Да ли ће Хана моћи да одбије понуду за посао од „А”?                                                         |                    |        |                                       |                    |                                    |                   |                           |
| 15 | 15                 |        | Ако не успеш из прве, лажи и лажи још | Рон Лагомарсино    | Маја Голдсмит                      | 31. јануар 2011.  | 3,19                      |
| Девојке покушавају да одрже живот у нормали, али чак и обичне ствари, попут излазака и ваншколских активности, тешко им падају. Хана је и даље запетљана у игру коју јој је смислила „А”, али компликација чека још једну од девојака.             |                    |        |                                       |                    |                                    |                   |                           |
| 16 | 16                 |        | Ја сам пријатељ                       | Крис Грисмер       | Брајан Холдман                     | 7. фебруар 2011.  | 3,14                      |
| Ближи се важно такмичење у пливању, а Арија, Емили, Хана и Спенсер имају бројне проблеме. Емили и Пејџ улазе у другу рунду борбе за кључно мести у трци штафета.                                                                                   |                    |        |                                       |                    |                                    |                   |                           |
| 17 | 17                 |        | Ново нормално                         | Мајкл Гросман      | Џозеф Догерти                      | 14. фебруар 2011. | 2,35                      |
| Шта се дешава једној малој лажљивици када почне конференција родитеља и наставника, а њен отац се нађе очи у очи с љубављу њеног живота? Шта када другу изненади једна непријатна особа? Наравно, и „А” има шта да каже.                           |                    |        |                                       |                    |                                    |                   |                           |
| 18 | 18                 |        | Гадно семе                            | Пол Лазарус        | Оливер Голдстик и Франческа Ролинс | 21. фебруар 2011. | 2,90                      |
| Сумње и страхови расту, а Арија, Емили, Хана и Спенсер питају се како изгледа право лице зла. Да ли је то девојка злопамтило или нови зет који има мрачну страну? Или је то непознати странац који вуче све жице у животима четири девојке?        |                    |        |                                       |                    |                                    |                   |                           |
| 19 | 19                 |        | TBA                                   | Рон Лагомарсино    | И. Марлин Кинг и Џонел Ленон       | 28. фебруар 2011. | 2,69                      |
| 20 | 20                 |        | TBA                                   | Арлин Санфорд      | Џозеф Догерти                      | 7. март 2011.     | 2,95                      |
| 21 | 21                 |        | TBA                                   | Крис Грисмер       | Оливер Голдстик                    | 14. март 2011.    | 2,94                      |
| 22 | 22                 |        | TBA                                   | Лесли Линка Глатер | И. Марлин Кинг                     | 21. март 2011.    | 3,64                      |

### 2. сезона (2011—2012)
Слатке мале лажљивице (2. сезона)

### 3. сезона (2012—2013)
Слатке мале лажљивице (3. сезона)

### 4. сезона (2013—2014)
Слатке мале лажљивице (4. сезона)

### 5. сезона (2014—2015)
Слатке мале лажљивице (5. сезона)

### 6. сезона (2015—2016)
Слатке мале лажљивице (6. сезона)

### 7. сезона (2016—2017)
Слатке мале лажљивице (7. сезона)

## Гледаност
| Сезона | Сезона | Број епизоде | Број епизоде | Број епизоде | Број епизоде | Број епизоде | Број епизоде | Број епизоде | Број епизоде | Број епизоде | Број епизоде | Број епизоде | Број епизоде | Број епизоде | Број епизоде | Број епизоде | Број епизоде | Број епизоде | Број епизоде | Број епизоде | Број епизоде | Број епизоде | Број епизоде | Број епизоде | Број епизоде | Број епизоде |
| Сезона | Сезона | 1            | 2            | 3            | 4            | 5            | 6            | 7            | 8            | 9            | 10           | 11           | 12           | 13           | 14           | 15           | 16           | 17           | 18           | 19           | 20           | 21           | 22           | 23           | 24           | 25           |
| ------ | ------ | ------------ | ------------ | ------------ | ------------ | ------------ | ------------ | ------------ | ------------ | ------------ | ------------ | ------------ | ------------ | ------------ | ------------ | ------------ | ------------ | ------------ | ------------ | ------------ | ------------ | ------------ | ------------ | ------------ | ------------ | ------------ |
|        | 1      | 2,47         | 2,48         | 2,74         | 2,09         | 2,62         | 2,69         | 2,55         | 2,52         | 2,55         | 3,07         | 4,20         | 3,21         | 2,99         | 3,17         | 3,19         | 3,14         | 2,35         | 2,90         | 2,69         | 2,95         | 2,94         | 3,64         | Н/Д          | Н/Д          | Н/Д          |
|        | 2      | 3,68         | 2,66         | 2,78         | 2,42         | 2,42         | 2,53         | 2,36         | 2,41         | 2,54         | 2,30         | 2,63         | 2,98         | 2,47         | 3,34         | 2,95         | 2,78         | 3,17         | 2,55         | 2,25         | 2,11         | 2,54         | 2,49         | 2,58         | 2,47         | 3,69         |
|        | 3      | 2,93         | 2,66         | 2,44         | 2,36         | 2,38         | 2,27         | 2,43         | 2,22         | 2,45         | 2,27         | 2,39         | 2,98         | 2,85         | 3,21         | 2,48         | 2,68         | 2,86         | 2,75         | 2,41         | 2,61         | 2,71         | 2,56         | 2,41         | 2,87         | Н/Д          |
|        | 4      | 2,97         | 2,92         | 2,25         | 2,16         | 2,30         | 2,35         | 2,86         | 2,31         | 2,65         | 2,39         | 2,26         | 3,33         | 3,18         | 3,17         | 2,39         | 2,63         | 2,49         | 2,16         | 2,16         | 2,56         | 2,17         | 2,06         | 1,95         | 3,12         | Н/Д          |
|        | 5      | 2,72         | 2,16         | 2,28         | 2,13         | 2,25         | 2,13         | 2,06         | 1,80         | 2,05         | 2,05         | 1,80         | 2,29         | 2,09         | 2,01         | 2,02         | 1,72         | 2,00         | 1,80         | 1,77         | 2,05         | 1,58         | 1,49         | 1,74         | 1,70         | 2,65         |
|        | 6      | 2,38         | 2,13         | 1,74         | 1,84         | 1,80         | 1,70         | 1,77         | 1,58         | 2,03         | 3,09         | 2,25         | 1,66         | 1,65         | 1,39         | 1,22         | 1,36         | 1,27         | 1,15         | 1,26         | 1,19         | Н/Д          | Н/Д          | Н/Д          | Н/Д          | Н/Д          |
|        | 7      | 1,43         | 1,24         | 1,12         | 1,26         | 1,17         | 1,10         | 1,16         | 1,11         | 1,09         | 1,33         | 1,33         | 0,92         | 0,86         | 0,91         | 0,85         | 0,90         | 0,97         | 0,96         | 0,83         | 1,41         | Н/Д          | Н/Д          | Н/Д          | Н/Д          | Н/Д          |